# Coix lacryma-jobi
Espèce
Classification phylogénétique
Coix lacryma-jobi, grain de Job, larmes-de-Job, l’Herbe à chapelets, Larmille, Herbe collier ou Graine chapelet, est une espèce de Poaceae (Graminées) des lieux humides originaire d'Asie du Sud-Est. C'est une céréale riche en protéines et sans gluten. Elle doit son nom de larme-de-Job à la forme de ses graines qui rappelle celle des larmes.
Coix lacryma-jobi est originaire d'Asie du Sud-Est et a été introduite dans le nord de la Chine et de l'Inde dans une lointaine antiquité. Elle est cultivée ailleurs dans les jardins comme plante annuelle. Elle a été naturalisée dans le sud des États-Unis et dans les tropiques du Nouveau Monde. Dans son environnement d'origine, elle est cultivée dans les zones d'altitude où le riz et le maïs ne poussent pas bien. Les larmes de Job sont également couramment vendues sous le nom de « Chinese pearl barley' », bien que l'orge véritable appartienne à un genre complètement différent.

## Description
Coix lacrima jobi est une espèce de graminée vivace, monoïque à feuilles larges, à croissance libre, ramifiée et robuste. Elle peut atteindre une hauteur de 1,20 m à 1,80 m. Comme tous les membres du genre, ses inflorescences se développent à partir d'une gaine foliaire à l'extrémité de la tige et se composent en partie de structures dures, globulaires ou ovales, creuses et semblables à des perles.
Les graines de larme de Job diffèrent par leur couleur, les graines à coquille plus molle étant brun clair et les formes à coquille dure ayant un péricarpe rouge foncé.
Il existe deux variétés principales de l'espèce, l'une sauvage et l'autre cultivée. La variété sauvage, Coix lacryma-jobi var. lacryma-jobi, possède des pseudocarpes à coquille dure - des structures ovales très dures, d'un blanc nacré, utilisées comme perles pour la fabrication de chapelets, de colliers, de boucles d'oreilles et d'autres objets. La variété cultivée Coix lacryma-jobi var. ma-yuen est récoltée comme céréale ou plante fourragère, a une coquille molle et est utilisée à des fins médicinales dans certaines parties de l'Asie.
Le faux-fruit est ovale, de couleur variable allant du blanc au gris bleuté, foncé à marron. La suppression des styles permet d'obtenir des perles d'apparence vernissée, dures et percées. Les « parois » durcies qui recouvrent les graines sont techniquement l'enveloppe du fruit ou involucre (bractée durcie), la bractée étant également appelée « capsule-spathe » ou « bractée engainante » dans certains travaux botaniques antérieurs.
Ces parois formant une sorte de coquille recouvrent la base des inflorescences), qui sont des racèmes/panicules mâles et femelles ; les racèmes mâles se dressent et consistent en des épillets superposés, avec des étamines jaunes qui sortent entre les deux, et il y a un ou deux racèmes femelles ressemblant à des fils qui tombent de la base.

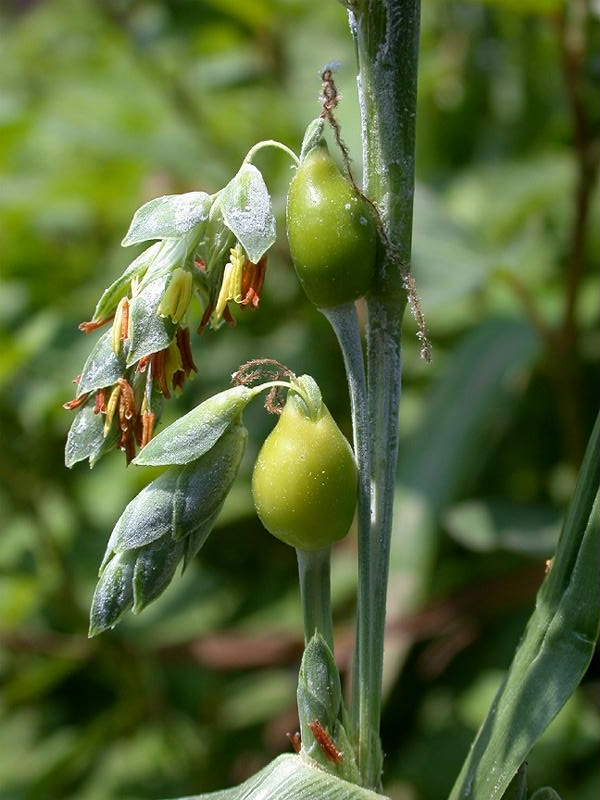
Détail de l'inflorescence

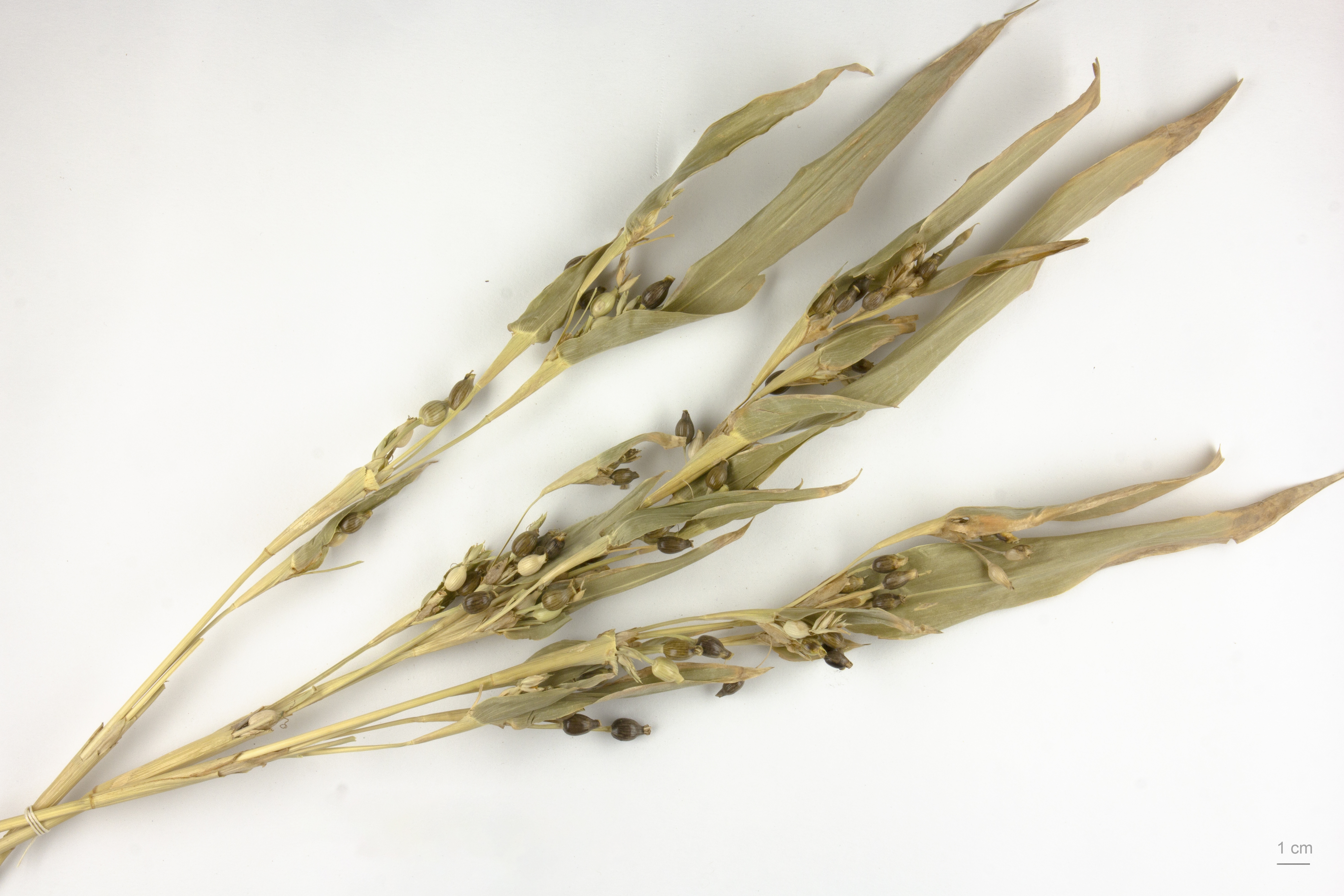
Coix lacryma-jobi - Muséum de Toulouse

## Répartition
Cette espèce est originaire des régions tempérées-chaudes d'Asie : Birmanie, Chine, sous-continent indien, Indochine, Malaisie, Philippines.
Elle est largement cultivée dans toutes les régions tropicales et subtropicales comme plantes ornementale, fourragère, alimentaire et médicinale.

## Utilisation
La culture des larmes-de-Job pour l'alimentation est actuellement en pleine extension sous le nom de « ma-yuen » au Laos, où elle prend le pas sur celle du maïs. Cette céréale est riche en protéines et ne contient pas de gluten. Elle peut de ce fait être consommée sans restriction par les gens allergiques à cette substance.

### Valeur nutritionnelle
Les graines des larmes de Job sont riches en protéines et en nutriments. Elles sont riches en fibres alimentaires, zinc et calcium. Elles contiennent des micronutriments comme la thiamine, la riboflavine, la vitamine E et la niacine. Elles contiennent 8 types d'acides aminés essentiels pour la consommation humaine.
| Nutriments       | Pourcentage en masse |
| ---------------- | -------------------- |
| Glucides         | 65%                  |
| Protéines        | 14%                  |
| Matières grasses | 5%                   |
| Fibre brute      | 3%                   |
| Calcium          | 0.07%                |
| Phosphore        | 0.242%               |
| Fer              | 0.001%               |

Amidon et protéines
Les larmes de Job contiennent une grande quantité d'amidon 58% .

## Autres utilisations
Les graines ont été employées depuis très longtemps pour faire des colliers, des bijoux, des amulettes magico-religieuses.

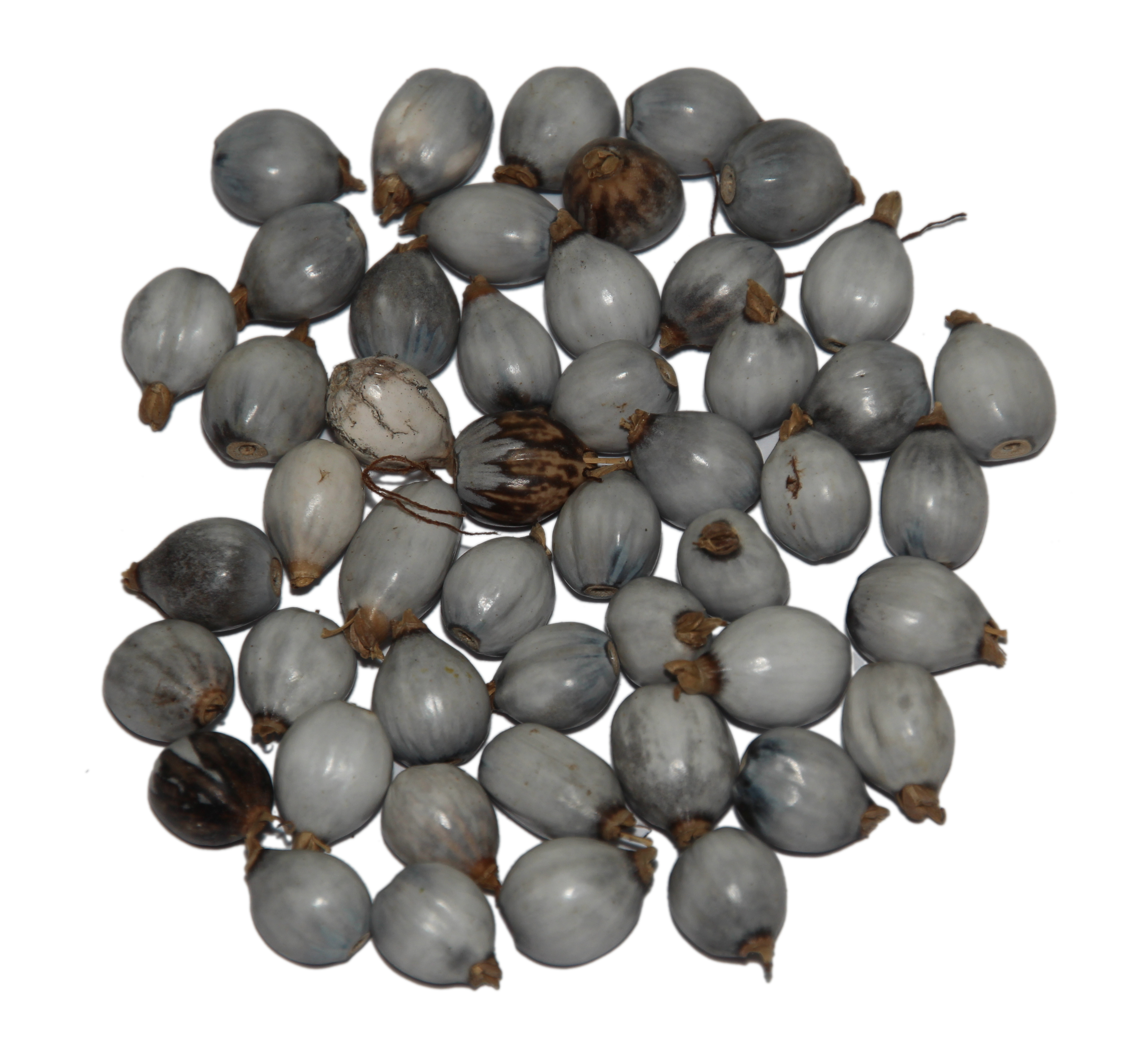
Graines de Coix lacryma-jobi

L'extrait de graines est utilisé en médecine traditionnelle chinoise sous le nom de yìyǐ rén (薏苡仁, pépin/noyau de yìyǐ) du nom de la plante yìmǐ (薏米) et de son genre yìyǐ shǔ (薏苡属) selon les allégations traditionnelles suivantes : « Fait écouler l'eau, tonifie la rate, élimine les obstructions ». Fait également partie de la pharmacopée Lao. Les graines, importées des Indes, étaient utilisées autrefois comme diurétique, analgésiques et tonique et anti-cholesterol. Elle est utilisée pour soigner les intoxications alimentaires, les maux des dents et les troubles urinaires. Utilisées aussi contre les vers et pour le diabète.
Dans les années 1840, elles étaient tressées en Chine, dans les provinces du Guangdong et du Fujian pour réaliser les voiles des jonques.

## Galerie

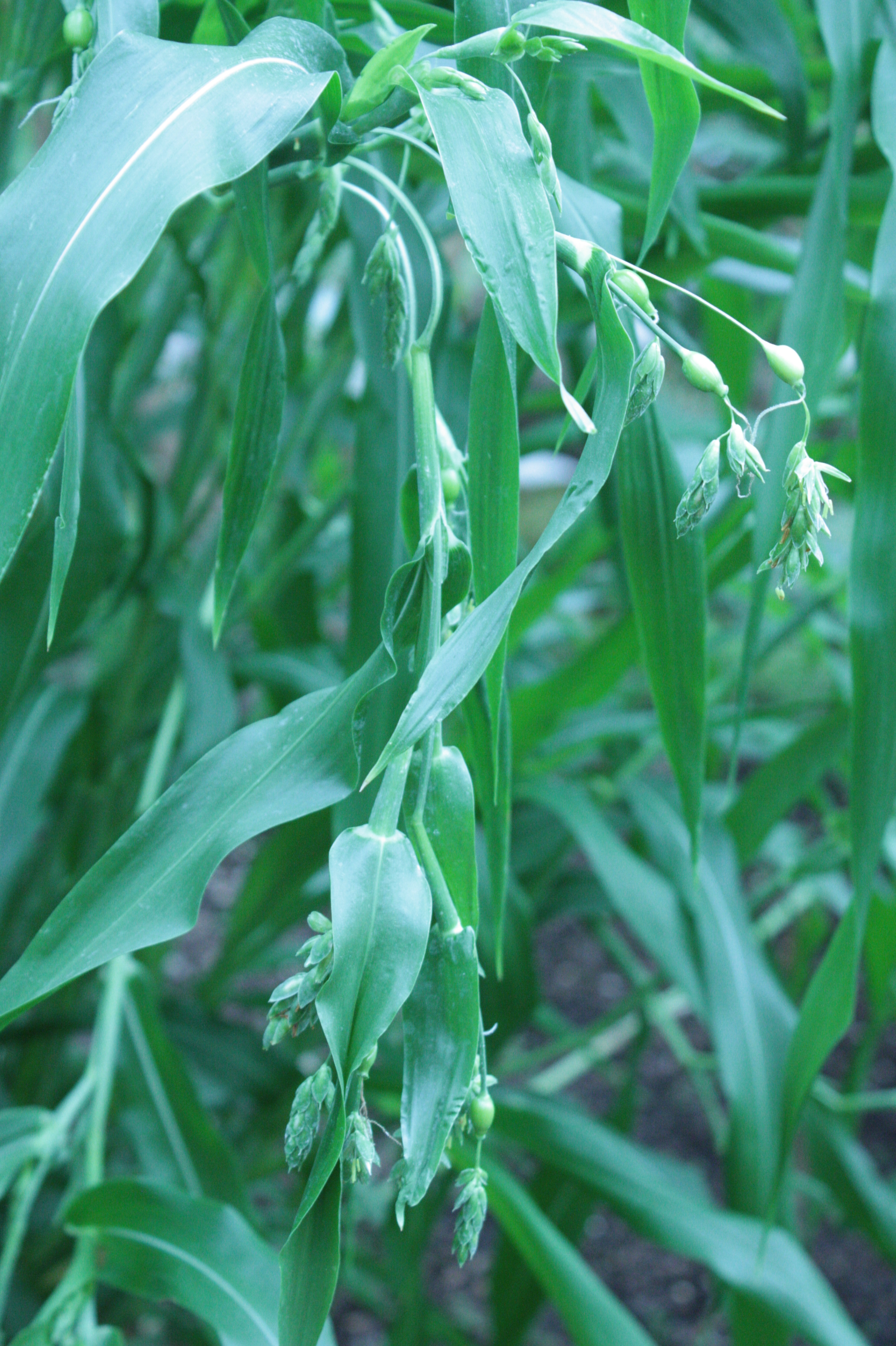
Larme de Job pas encore mure
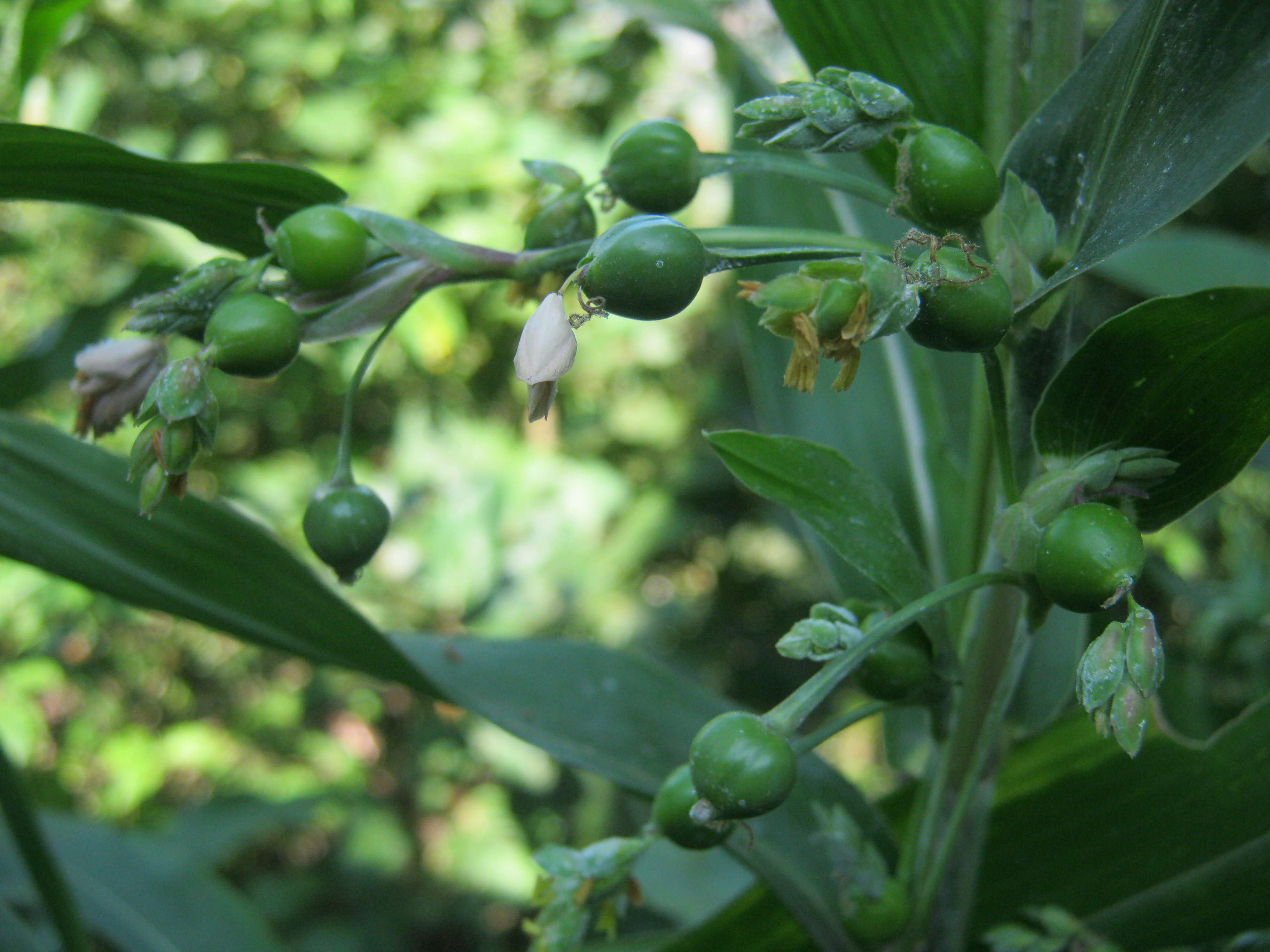
Fleurs et fruits au Népal
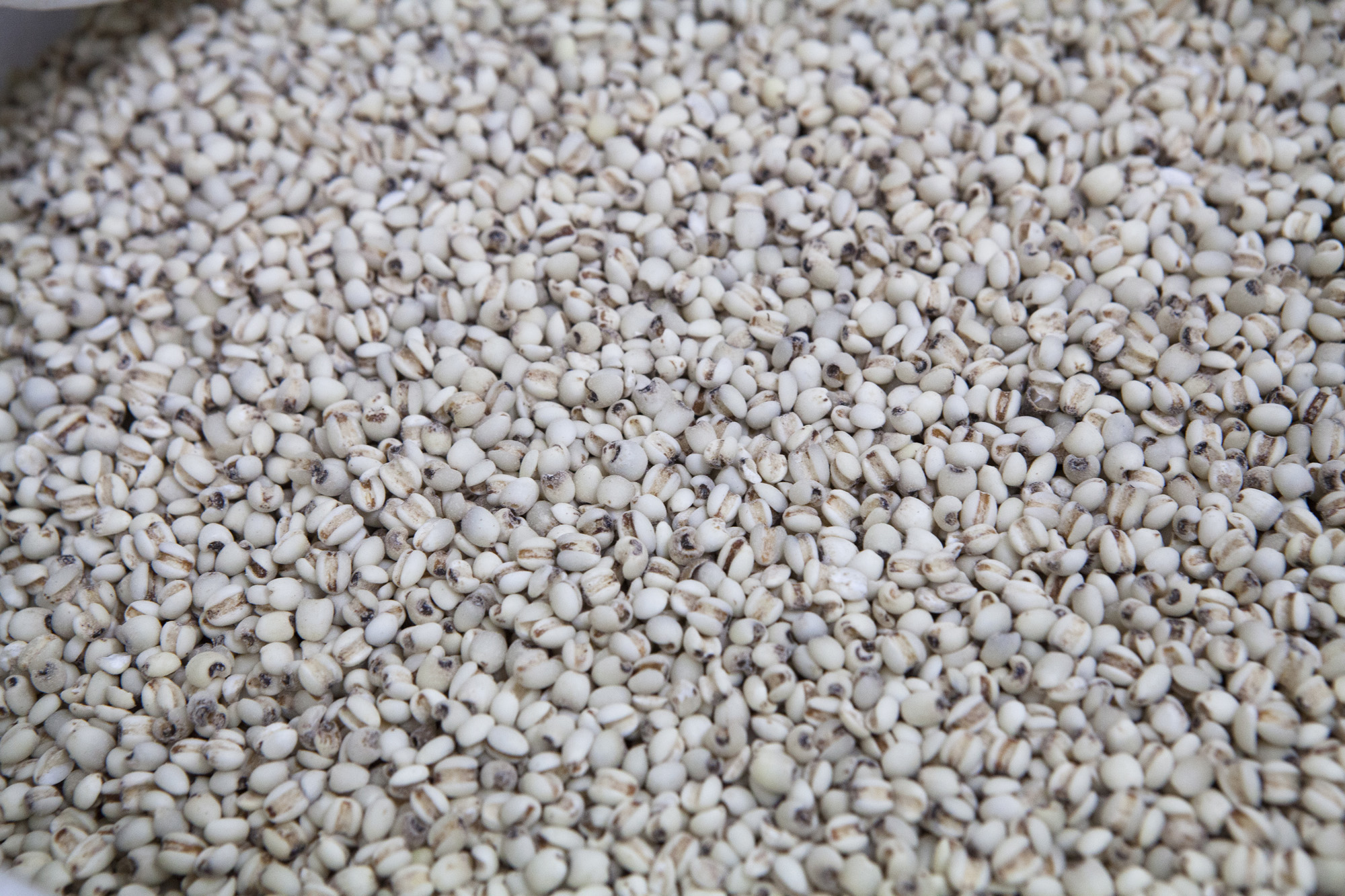
Graines de larmes de Job
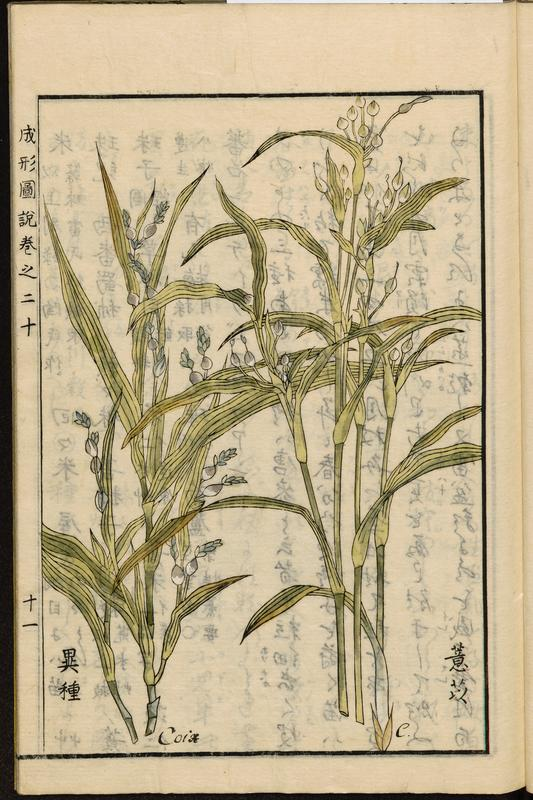
Illustration de Coix lacryma-jobi de l'encyclopédie japonaise Seikei Zusetsu (1804)